# یواس‌اس سیدر (سی‌وی‌ئی-۱۱۷)
یواس‌اس سیدر (سی‌وی‌ئی-۱۱۷) (به انگلیسی: USS Saidor (CVE-117)) یک کشتی بود. این کشتی در سال ۱۹۴۵ ساخته شد.